# إيليا تانا
إيليا تانا (بالإنجليزية: Elijah Tana)‏ (مواليد 28 فبراير 1975 في شنقولا) لاعب كرة قدم زامبي دولي يجيد اللعب في خط الدفاع . يلعب حاليا لصالح نادي كالا الأنغولي منذ سنة 2009 .

## الأندية
- 2000-2002:  Nchanga Rangers
- 2003-2006:  بترو إتليتيكو
- 2006-2007:  نادي الجزيرة
- 2007:  نادي المريخ الرياضي
- 2008:  Nchanga Rangers

## روابط خارجية
- إيليا تانا على موقع الاتحاد الدولي (مؤرشف)  (الإنجليزية)
- إيليا تانا على موقع قاعدة بيانات كرة القدم.إي يو (الإنجليزية)
- إيليا تانا على موقع ناشيونال فوتبول تيمز (الإنجليزية)
- إيليا تانا على موقع Soccerway.com (الإنجليزية)